# Ново-Бухтарминська селищна адміністрація
Но́во-Бухтарми́нська селищна адміністрація (каз. Жаңа Бұқтырма кенттік әкімдігі, рос. Ново-Бухтарминская поселковая администрация) — адміністративна одиниця у складі Алтайського району Східноказахстанської області Казахстану. Адміністративний центр — селище Нова Бухтарма.
Населення — 4674 особи (2021; 5823 у 2009, 7083 у 1999, 7887 у 1989).
Станом на 1989 рік існувала Новобухтарминська селищна рада (смт Нова Бухтарма, села Александровка, Березовка, селище Голубий Залив) Серебрянської міської ради обласного підпорядкування. Село Дом отдиха Голубий залив було ліквідовано 2019 року.

## Склад
До складу округу входять такі населені пункти:
| Населений пункт                | Старі назви   | Населення, осіб (1989) | Населення, осіб (1999) | Населення, осіб (2009) | Населення, осіб (2021) |
| ------------------------------ | ------------- | ---------------------- | ---------------------- | ---------------------- | ---------------------- |
| Александровка, село            | -             | 150                    | 162                    | 84                     | 90                     |
| Березовка, село                | -             | 411                    | 355                    | 91                     | 94                     |
| Нова Бухтарма, селище          | -             | 6662                   | 6270                   | 5591                   | 4490                   |
| Дом отдиха Голубий залив, село | Голубий Залив | 664                    | 296                    | 57                     | -                      |